# Saint-Égrève
Saint-Égrève è un comune francese di 16 320 abitanti situato nel dipartimento dell'Isère della regione dell'Alvernia-Rodano-Alpi.
È uno dei comuni facenti parte della Grenoble-Alpes Métropole, l'unione dei comuni dell'area metropolitana di Grenoble.

## Società

### Evoluzione demografica
Abitanti censiti

## Amministrazione

### Gemellaggi
- Karben, Germania
- Minsk-Mazowiecki, Polonia
- Krnov, Repubblica Ceca
- Leinì, Italia, dal 2024